# Асмолово (Курська область)
Асмолово (рос. Асмолово) — село в Рильському районі Курської області Російської Федерації.
Населення становить 57 осіб. Входить до складу муніципального утворення Березниківська сільрада.

## Історія
Населений пункт розташований на території українського етнічного та культурного краю Східна Слобожанщина.
Від 2004 року входить до складу муніципального утворення Березниківська сільрада.

## Населення
| 2002 | 2010 |
| ---- | ---- |
| 94   | ↘57  |